# Pomadasys hasta
Pomadasys hasta är en fiskart som först beskrevs av Bloch, 1790.  Pomadasys hasta ingår i släktet Pomadasys och familjen Haemulidae. Inga underarter finns listade i Catalogue of Life.